# Masakry v Indonésii 1965–1966
Indonéský masakr je označení pro čistku, ke které došlo v letech 1965–1966 v Indonésii a při níž bylo podle odhadů zabito 500 000 až milion lidí, kteří byli považováni za komunisty, nebo kteří byli jako takoví označeni. Došlo k němu po neúspěšném pokusu o státní převrat Hnutím 30. září, kdy bylo zavražděno šest vedoucích generálů indonéské armády. Generálové Suharto a Nasution puč potlačili. Z puče byla obviněna Komunistická strana Indonésie (PKI). Velitel ozbrojených sil generál Suharto nahradil prvního prezidenta Sukarna ve funkci a stal se tak druhým indonéským prezidentem, kterým zůstal následujících 31 let. O tomto masovém vyvražďování, podle CIA spolu se sovětskými, nacistickými a maoistickými čistkami jedním z největších ve 20. století, pojednávají cenami ověnčené dokumentární filmy Způsob zabíjení (The Act of Killing, 2012) a Podoba ticha (The Look of Silence, 2014) režiséra Joshuy Oppenheimera, které bylo v Česku možné vidět v rámci festivalu Jeden svět v letech 2013 a 2015. Film Podoba ticha ukazuje, že ani takřka 50 let od těchto událostí tyto čistky nebyly v Indonésii odsouzeny a viníci potrestáni, ti se naopak často těší společenské vážnosti, případně z nich mají potenciální oponenti stále strach.